# Villard-Saint-Christophe
Villard-Saint-Christophe – miejscowość i gmina we Francji, w regionie Owernia-Rodan-Alpy, w departamencie Isère.
Według danych na rok 1990 gminę zamieszkiwało 226 osób, a gęstość zaludnienia wynosiła 16 osób/km² (wśród 2880 gmin regionu Rodan-Alpy Villard-Saint-Christophe plasuje się na 1401. miejscu pod względem liczby ludności, natomiast pod względem powierzchni na miejscu 831.).